# I. Jagdkorps
Das I. Jagdkorps war ein Großverband der Luftwaffe der Wehrmacht im Zweiten Weltkrieg.

## Geschichte
Das I. Jagdkorps wurde am 16. September 1943 in Zeist, in den besetzten Niederlanden aus dem XII. Fliegerkorps gebildet. Aufgabe des Korps war es im Luftraum über dem Deutschen Reich und Österreich westalliierte Einflüge aufzuklären und zu bekämpfen. Ein Teil der unterstellten Verbände lag darum in den besetzten Niederlanden die als Vorfeld für die Aufklärung eine wichtige Rolle spielte. Nachdem sich das Korps dem Kriegsverlauf entsprechend nach Braunschweig-Querum und danach Treuenbrietzen zurückziehen musste, wurde es am 17. Februar 1945 aufgelöst.

## Personen

### Kommandierender General
| Dienstgrad      | Name                   | Datum                                    |
| --------------- | ---------------------- | ---------------------------------------- |
| Generalmajor    | Josef Schmid           | 15. September 1943 bis 15. November 1944 |
| Generalleutnant | Joachim-Friedrich Huth | 30. November 1944 bis 17. Februar 1945   |

### Chef des Stabes
| Dienstgrad     | Name                 | Datum                                 |
| -------------- | -------------------- | ------------------------------------- |
| Oberstleutnant | Heinrich Wittmer     | 15. März 1944 bis 20. Juli 1944       |
| Oberst         | Lothar von Heinemann | 20. Juli 1944 bis 1. September 1944   |
| Oberstleutnant | Erich Bode           | 7. Dezember 1944 bis 17. Februar 1945 |

## Unterstellung
| Unterstellung                | von                | bis              |
| ---------------------------- | ------------------ | ---------------- |
| Luftwaffenbefehlshaber Mitte | 15. September 1939 | 5. Februar 1944  |
| Luftflotte Reich             | 5. Februar 1944    | 17. Februar 1945 |

## Unterstellte Verbände
| 1. Dezember 1943                                                                    |                                                                    |
| ----------------------------------------------------------------------------------- | ------------------------------------------------------------------ |
| 1. Dezember 1943                                                                    | 1. Jagddivision; 2. Jagddivision; 3. Jagddivision; 7. Jagddivision |
| 30. Mai 1944                                                                        |                                                                    |
| 1. Jagddivision; 2. Jagddivision; 3. Jagddivision; 7. Jagddivision                  |                                                                    |
| 1. Dezember 1944                                                                    |                                                                    |
| 1. Jagddivision; 2. Jagddivision; 3. Jagddivision; 7. Jagddivision; 8. Jagddivision |                                                                    |